# Tweede middenhandsbeen
Het tweede middenhandsbeen of os metacarpii II is het bot in de hand dat de handwortelbeentjes met de wijsvinger verbindt. Het is het langste van de vijf middenhandsbeenderen. De musculus flexor carpi radialis en de musculus extensor carpi radialis longus zijn twee spieren in de onderarm die een functie hebben bij het bewegen van de wijsvinger. De musculus flexor carpi radialis bevindt zich op de ventrale oppervlakte en de  musculus extensor carpi radialis longus aan de dorsale kant van de onderarm.